# Campeonato de Wimbledon 1899
La edición 23.º del Campeonato de Wimbledon se celebró entre el 19 de junio y el 27 de junio de 1899 en las pistas del All England Lawn Tennis and Croquet Club de Wimbledon, Londres, Inglaterra.
El cuadro individual masculino lo iniciaron 37 jugadores mientras que el femenino lo iniciaron 17 tenistas.

## Hechos destacados
En la competición individual masculina se impuso el británico Reginald Doherty logrando el tercer título que obtendría en el torneo al imponerse en la final al británico Arthur Gore.
En la competición individual femenina la victoria fue para la británica Blanche Bingley logrando el quinto título que obtendría en Wimbledon al imponerse a la británica Charlotte Cooper.

## Palmarés
| Seniors              | Vencedor                        | Resultado               | Finalista                     | Finalista |
| -------------------- | ------------------------------- | ----------------------- | ----------------------------- | --------- |
| Individual masculino | Reginald Doherty                | 1–6, 4–6, 6–3, 6–3, 6–3 | Arthur Gore                   |           |
| Individual femenino  | Blanche Bingley                 | 6–2, 6–3                | Charlotte Cooper              |           |
| Dobles masculino     | Reginald Doherty Laurie Doherty | 7–5, 6–0, 6–2           | Harold Nisbet Clarence Hobart |           |

## Cuadros Finales

### Torneo individual  femenino
| Predecesor: 1898                                       | Campeonato de Wimbledon 1899 | Sucesor: 1900                                       |
| Predecesor: Campeonato nacional de Estados Unidos 1898 | Grand Slam 1899              | Sucesor: Campeonato nacional de Estados Unidos 1899 |

- Datos: Q2120586